# Flora en de fantastische eekhoorn (film)
Flora en de fantastische eekhoorn (Engels: Flora & Ulysses) is een Amerikaanse superheldenfilm van Walt Disney Pictures, de film is gebaseerd op het gelijknamige kinderboek van Kate DiCamillo uit 2013, op 19 februari 2021 werd deze film gestreamd op Disney+.

## Verhaal
De film gaat over Flora, een 10-jarig meisje dat als grote hobby stripboeken leest. Haar vader George is een mislukte stripboekauteur en heeft sindsdien nu een baan bij een kantoorwinkel, haar moeder Phyllis is romanschrijver en heeft in het verleden een prijs gewonnen.
Op een dag verricht Flora een heldendaad wanneer haar buurvrouw problemen heeft met haar Ulysses-merkstofzuiger die in haar tuin begon te lopen, een eekhoorn wordt opgezogen in de stofzuiger en Flora komt in actie om de eekhoorn te redden. Flora reanimeert de eekhoorn en noemt hem Ulysses. Ulysses ontdekte door die stofzuiger dat hij superkrachten bezit die hen meenemen op een avontuur dat Flora's leven en wereldbeeld voor altijd zal veranderen.

## Acteurs
| Rol                | Acteur                  | Nederlandse stem              |
| ------------------ | ----------------------- | ----------------------------- |
| Flora              | Mathilda Lawler         | Brechtje de Haan              |
| Ulysses            | John Kassir             |                               |
| George             | Ben Schwartz            | Kevin Hassing                 |
| Phyllis            | Alyson Hannigan         | Sytske van der Ster           |
| William            | Benjamin Evan Ainsworth |                               |
| Doktor Meescham    | Anna Deavere Smith      | Joanne Teleford               |
| Miller             | Danny Pudi              | Mitchell van den Dungen Bille |
| Ritsa              | Kate Micucci            | Kirsten Fennis                |
| Stanlee            | Bobby Moynihan          | Simon Zwiers                  |
| Chad               | Jesse Reid              | Omri Tindal                   |
| Tootie (buurvrouw) | Nancy Robertson         | Barbara Gozens                |
| Interviewster      | Christine Lee           | Linda Verstraten              |
| Marrisa            | Janeane Garofalo        | Irma Hartog                   |
| Incandesto         | Darien Martin           | Jonathan Demoor               |

## Productie
Op 31 mei 2018 kondigde Disney aan een verfilming te gaan maken over omtrent het boek van Kate DiCamillo's roman, Brad Copeland werd aangesteld om het script te schijven,
Op 13 juni 2019 werden Alyson Hannigan en Ben Schwartz gecast als Flora's ouders. Op 27 juni 2019 werd Lena Khan aangekondigd als regisseur en Matilda Lawler werd gecast in de titulaire rol van Flora Buckman met Benjamin Evans Ainsworth en Danny Pudi werden ook toegevoegd aan de cast toen het filmen in Vancouver begon. De opnames zijn afgerond op 23 augustus 2019.